# Une femme a menti (film, 1930)
Pour les articles homonymes, voir Une femme a menti.
Une femme a menti est un film français réalisé par Charles de Rochefort, sorti en 1930.

## Fiche technique
- Réalisation : Charles de Rochefort
- Scénario : Henry Koster (Hermann Kosterlitz) d'après une pièce de John Meehan
- Production :  Les Studios Paramount
- Format : Son mono - Noir et blanc - 1,20:1 - 35 mm
- Durée : 95 minutes
- Date de sortie: 
  - France : 27 juin 1930

## Distribution
- Paul Capellani : Robert Chapelain
- Louise Lagrange : Annette Rollan
- Jeanne Helbling : Anne-Marie Lemontier
- Louis-Jacques Boucot : Charles Tellier
- Georges Mauloy : Henry Vaudrey
- Simone Cerdan : Myriam Giverny
- Alice Tissot : Amélie Vaudrey
- Josseline Gaël : Jacqueline Chapelain
- Jean Forest : Jean Chapelain
- Georges Bever
- Rivers Cadet
- Mathilde Alberti : La domestique
- Odette Joyeux